# エド・ブラッドリー
エド・ブラッドリー(本名英語: Edward Rudolph "Ed" Bradley, Jr.,1941年6月22日 – 2006年11月9日)は、アメリカ合衆国のジャーナリスト。CBSニュースのテレビ番組「60ミニッツ」への出演で知られている。サイゴン陥落での取材を行ったほか、黒人として初めてホワイトハウスを取材したテレビ特派員であり、さらにCBSサンデーナイトニュース・ウィズ・エド・ブラッドリー(CBS Sunday Night News with Ed Bradley)の総合司会も務めている。彼はピーボディ賞、全米黒人ジャーナリスト協会の生涯功労賞、ラジオ・テレビジョン・デジタルニュース協会のポール・ホワイト賞、エミー賞など多くの賞を受賞している。
1994年に彼のジャーナリズムへの貢献を称えてラジオ・テレビジョン・デジタルニュース協会によってエド・ブラッドリー奨学金が創設され、優秀なジャーナリスト志望者に奨学金が提供されるようになった。2012年3月、ニューヨーク大学アーサー・L・カーター・ジャーナリズム研究所の教職員は彼を「過去100年で傑出したアメリカ人ジャーナリスト100人」の一人に選出した。